# Ferrorosemaryita
La ferrorosemaryita és un mineral de la classe dels fosfats que pertany al grup de la wyl·lieïta. El seu nom fa referència al fet que és l'anàleg mineral amb Fe2+ de la rosemaryita.

## Característiques
La ferrorosemaryita és un fosfat de fórmula química ◻NaFe2+Fe3+Al(PO₄)₃. Cristal·litza en el sistema monoclínic. La seva duresa a l'escala de Mohs és 4.
Segons la classificació de Nickel-Strunz, la ferrorosemaryita pertany a «08.AC: Fosfats, etc. sense anions addicionals, sense H₂O, amb cations de mida mitjana i gran» juntament amb els següents minerals: howardevansita, al·luaudita, arseniopleïta, caryinita, ferroal·luaudita, hagendorfita, johil·lerita, maghagendorfita, nickenichita, varulita, ferrohagendorfita, bradaczekita, yazganita, groatita, bobfergusonita, ferrowyl·lieïta, qingheiïta, rosemaryita, wyl·lieïta, qingheiïta-(Fe2+), manitobaïta, marićita, berzeliïta, manganberzeliïta, palenzonaïta, schäferita, brianita, vitusita-(Ce), olgita, barioolgita, whitlockita, estronciowhitlockita, merrillita, tuïta, ferromerrillita, bobdownsita, chladniïta, fil·lowita, johnsomervilleïta, galileiïta, stornesita-(Y), xenofil·lita, harrisonita, kosnarita, panethita, stanfieldita, ronneburgita, tillmannsita i filatovita.

## Jaciments
La ferrorosemaryita va ser descoberta a la pegmatita Rubindi, al Districte de Gatumba (Província de l'Oest, Ruanda). Es tracta de l'únic indret on ha estat trobada aquesta espècie mineral.